# 키카
키카 (KIKA)는 대한민국의 축구화 브랜드이자 기업 이름이다. K리그의 제주 유나이티드 FC를 비롯하여 국내 많은 축구단의 킷스폰서를 하고있다.

## 스폰서

### 축구

#### 클럽
- 대구 FC (2005 ~ 2006)
- 부천 FC 1995 (2008 ~ 2012)
- 수원 FC (2006)
- 아산 무궁화 FC (2014)
- 울산 HD FC (2004 ~ 2005)
- 제주 SK FC (2013 ~ 2019)